# Tony Anselmo
Tony Anselmo, född 18 februari 1960, är en amerikansk animatör och röstskådespelare. Han är mest känd för att ha gjort rösten åt Kalle Anka sedan den ursprungliga rösten, Clarence Nash, dog 1985.